# KP-Marinus Post
De Knokploeg-Marinus Post functioneerde vanaf het voorjaar van 1944 tot oktober 1944. De groep opereerde aanvankelijk vanuit Leiden/Rijnsburg. Vanaf juli 1944 verplaatste de groep haar uitvalsbasis naar Doornspijk. Eind september 1944 verhuisden Marinus Post en een aantal medewerkers naar Amsterdam.

## Achtergrond
Marinus Post, boer van oorsprong, raakte in de loop van de oorlog betrokken bij het verzetswerk. Halverwege 1942 ving hij zijn eerste onderduiker op, waarna dat aantal snel groeide. Hij haalde zijn broer Johannes over om in actie te komen tegen de Duitse bezetter. In juli 1943 vond er een overval plaats door de Sicherheitsdienst op zijn boerderij. Marinus werd in een vuurgevecht getroffen door een kogel in het been, maar slaagde erin te ontkomen. Zijn vrouw en oudste zoon werden beiden gegrepen en zouden de rest van de oorlog doorbrengen in verschillende concentratiekampen. Samen met Johannes week Marinus uit naar Rijnsburg, waar een oudere broer Henk predikant was in de plaatselijke Gereformeerde kerk. 
Johannes en Marinus begonnen een knokploeg. Na verloop van tijd vormde Marinus zijn eigen knokploeg, hoewel beide groepen soms samenwerkten en leden van de ene knokploeg op individuele basis deelnamen aan acties van de andere knokploeg. De arrestatie van Marinus Post op 23 oktober 1944 betekende het feitelijke einde van de groep. De verschillende KP-leden bleven actief binnen het verzet. Zo voegden Henk Steenbeek en Herman Lugthart zich bij de knokploeg van Dick Spoor.

## Acties van de groep
- Op 8 april 1944 vond er een mislukte overval plaats op het distributiekantoor in Katwijk. In een vuurgevecht verloor Piet Maaskant het leven.[1]
- In de nacht van 16 op 17 april 1944 vond er een geslaagde kraak plaats van het distributiekantoor van Maassluis.[2]
- In het voorjaar van 1944 werd een zekere L. in Noord-Holland omgebracht. Deze jonge Limburger zou verschillende adressen, waar hij eerder ondergedoken zat, hebben verraden.[3] De knokploeg zou gedurende de oorlog een tweede persoon hebben geliquideerd, ene Tinus.[4]
- Op 15 juli 1944 vond er een geslaagde overval plaats op het distributiekantoor in Elburg.[5]
- Arie Stramrood en Frits Smit namen op 16 juli deel aan de mislukte overval op het Huis van Bewaring in Amsterdam. Zij werden een dag later gefusilleerd. Hetzelfde lot onderging Johannes Post, de organisator van de aanval. Een derde lid van de KP-Marinus Post Henk Steenbeek slaagde erin te ontsnappen. Marinus Post zag af van deelname aan de actie, omdat hij de risico's te groot vond.
- Op 17 juli 1944 overviel de knokploeg met succes het distributiekantoor van Wezep. De buit: 17.000 bonkaarten, 28.000 rantsoenbonnen en nog duizenden andere bonnen en punten voor diverse artikelen.[6]
- De knokploeg maakte in juli/augustus 1944 tevergeefs jacht op Karst Doeven, een politieman uit Nunspeet, die nauw met de Duitsers samenwerkte.[7]
- Op 10 augustus 1944 werd het distributiekantoor in Dedemsvaart overvallen.[8]
- Op 13 augustus 1944 smokkelde een medewerker van het distributiekantoor in Gramsbergen een grote hoeveelheid bonkaarten naar buiten. Deze werden vervolgens meegenomen door Marinus Post en Atie Visser, die buiten stonden te wachten.[9]
- Op 2 september 1944 vond er een mislukte overval plaats op het distributiekantoor van Grave. De actie werd afgeblazen, omdat bleek dat de inlichtingen niet klopte en het kantoor te goed beveiligd was.[10]
- Tijdens een geplande aanslag op 23 oktober 1944 op de Duitse Tsjechische Rudolf Pollak, die voor de Sicherheitsdienst werkte, werd Marinus Post gegrepen. In de verhoren door de Duitsers biechtte Post niets op, zelfs niet zijn eigen naam. Hij werd aangemerkt als todeskandidaat, omdat er een pistool en handgranaat in zijn bezit waren aangetroffen. Op 17 november 1944 werd Post samen met vier anderen onder de naam Hubertus Ham, de naam die op zijn valse persoonsbewijs stond, in Alkmaar gefusilleerd.[11]

## Leden
- Bertus Abspoel (vanaf september 1944)
- Joop Kanbier (vanaf september 1944)
- Herman Lugthart
- Piet Maaskant (omgekomen bij een overval op een distributiekantoor in Katwijk)
- Marinus Post (gepakt in oktober 1944 in Amsterdam, in november 1944 gefusilleerd in Alkmaar)
- Frits Smit (gefusilleerd na de overval op het Huis van Bewaring in Amsterdam in juli 1944)
- Henk Steenbeek
- Arie Stramrood (gefusilleerd na de overval op het Huis van Bewaring in Amsterdam in juli 1944)
- Atie Visser (koerierster, vanaf voorjaar 1944)
- Lies Benedictus (koerierster)
- Hugo van der Wel